# Kevin & Kell
Kevin & Kell – komiks internetowy publikowany przez Billa Holbrooka opowiadający o losach rodziny antropomorficznych zwierząt żyjących w świecie, gdzie dynamiki i zasady społeczeństw ludzkich mieszają się z prawami natury.
Kevin & Kell jest jednym z najstarszych wciąż publikowanych komiksów internetowych na świecie. Jego pierwszy odcinek ukazał się trzeciego września 1995 roku, i w 2015 r. Holbrook dodał do banera strony napis "Najdłużej publikowany codzienny komiks internetowy od 1995 r."

## Opis fabuły
Lata temu, królik Kevin Kindle i wilczyca Kell Dewclaw poznali się na internetowym czacie. Po tym jak wzajemnie zadurzyli się w sobie, postanowili spotkać się poza siecią, i dopiero wtedy zdali sobie sprawę, że pochodzą z dwóch końców łańcucha pokarmowego.
Pomimo tego, więź, którą wykształcili w sieci była silniejsza niż instynkt przetrwania Kevina i zaufanie jakim obdarzył Kell zdobyło jej serce. Ona była przebojowa i pełna energii, czego zdaniem Kevina brakowało roślinożercom. Związek drapieżnika i zdobyczy nie wróżył świetlanej przyszłości, ale para była zdeterminowana by pokonać przeszkody stawiane przed nimi przez społeczeństwo i w pełni świadomi, że staną się wyrzutkami, pobrali się i osiedlili na przedmieściach miasta Domain, które sąsiaduje tak z wielką aglomeracją jak i nieopisanym regionem znanym tylko jako Dzicz.
Do nietypowej rodziny dołączyła też Lindesfarne, adoptowana córka-jeż Kevina z pierwszego małżeństwa i Rudy, wilczy syn Kell. Rok później, na świat przyszło ich wspólne dziecko Coney, mięsożerna króliczka, która odziedziczyła długie uszy Kevina i ogromny apetyt Kell.
Pomijając swoje niekonwencjonalne więzi, nie różnią się jednak aż tak bardzo od typowej amerykańskiej rodziny. Kevin i Kell mieszkają w drzewie (na rogu ulic Zębowej i Gwoździowej) ze wszystkimi cechami domu na przedmieściach: telewizją, kanalizacją i sąsiadami śledzącymi ich poczynania przez lornetkę. Kell pracuje jako Kadrowy Drapieżnik w korporacji Uszczuplacze Stad, największym na świecie dostawcy mięsnych pół-produktów. Kevin zajmuje się lokalną dostawą internetu w firmie Zając-Link mieszczącej się w ich domowej piwnicy. Lindesfarne, gdy nie pomaga ojcu w pracy, uczęszcza na Uniwersytet Beige, a Rudy jest w szkolnej drużynie polującej Akademii Caliban.
Lindesfarne jest zaręczona z Fentonem Fuscusem, nietoperzem, który widzi ją inaczej niż wszyscy (za pomocą sonaru). Rudy jest w związku z lisicą Fionną Fennec, której ogromne uszy dały jej super-słuch. W międzyczasie, matki Kevina i Kell, Dorothy i Elanor, toczą nieustanny bój o kontrolę nad dietą wszystkożernej Coney.